# 武州十二支霊場
武州十二支霊場（ぶしゅうじゅうにしれいじょう）は、埼玉県内の真言宗、曹洞宗寺院による干支巡りの霊場。正式名称は「彩の国　武州十二支本尊霊場会」と称す。2001年（平成13年）に発足した霊場である。

## 霊場一覧
| 番   | 寺号   | 各歳守り本尊   | 宗派         | 所在地         | 通称     |
| ---- | ------ | -------------- | ------------ | -------------- | -------- |
| 子年 | 龍泉寺 | 千手観音菩薩   | 真言宗豊山派 | 埼玉県熊谷市   |          |
| 丑年 | 大光寺 | 虚空蔵菩薩     | 真言宗智山派 | 埼玉県飯能市   |          |
| 寅年 | 宝持寺 | 虚空蔵菩薩     | 曹洞宗       | 埼玉県鴻巣市   |          |
| 卯年 | 正法院 | 文殊菩薩       | 真言宗智山派 | 埼玉県久喜市   |          |
| 辰年 | 満讃寺 | 普賢菩薩       | 曹洞宗       | 埼玉県熊谷市   |          |
| 巳年 | 大應寺 | 普賢菩薩       | 真言宗智山派 | 埼玉県富士見市 |          |
| 午年 | 歓喜院 | 勢至菩薩       | 高野山真言宗 | 埼玉県熊谷市   | 妻沼聖天 |
| 未年 | 華蔵寺 | 胎蔵大日如来   | 真言宗豊山派 | 埼玉県深谷市   |          |
| 申年 | 安楽寺 | 金剛界大日如来 | 真言宗智山派 | 埼玉県吉見町   | 吉見観音 |
| 酉年 | 正福寺 | 不動明王       | 真言宗豊山派 | 埼玉県深谷市   |          |
| 戌年 | 宝積寺 | 阿弥陀如来     | 真言宗豊山派 | 埼玉県深谷市   |          |
| 亥年 | 宥勝寺 | 阿弥陀如来     | 真言宗智山派 | 埼玉県本庄市   |          |